# Грузинський національний легіон
Грузинський національний легіон (груз. ქართული ლეგიონი, трансліт. картулі леґіоні) — - спочатку парамілітарне, а згодом і військове формування, створене добровольцями грузинського походження, які воювали на боці України під час війни на Донбасі, а згодом і під час повномасштабного вторгнення Росії. Формування було засноване у 2014 році з офіційною метою - «протистояти російській агресії». Лідером групи є Мамука Мамулашвілі.
У 2014 році після початку збройної агресії Росії проти України добровольці-грузини створили підрозділ «Грузинський легіон». Він проводив інструктажі та брав участь у бойових діях на Донбасі. 2016 року бійці підрозділу підписали контракт із ЗСУ та стали 3-ю ротою 25-го батальйону «Київська Русь» 54-ї окремої механізованої бригади. Наприкінці 2017 року частина бійців, які асоціювали себе із «Легіоном», звільнилася з бригади через конфлікт з командуванням.

## Історія

### Війна на сході України
«Грузинський легіон» був створений у 2014 року як підрозділ іноземців, який прийшов на допомогу Україні у війні на Донбасі. За словами Мамуки Мамулашвілі, командира підрозділу, його створили у квітні, одразу після того, як Росія почала агресію проти України. Початково в підрозділі було всього 10 осіб і багато організаційних складнощів. За його словами, 23-24 квітня приїхала невелика кількість грузинських офіцерів, які почали навчати українців і брати участь у бойових локальних зіткненнях. «Грузинський легіон» став першим підрозділом з іноземців у складі ЗСУ.
Підрозділ брав участь у боях за Дебальцеве та за Луганський аеропорт.
За даними Радіо Свобода, «Грузинський легіон» став відомий своїми диверсійними операціями у боях на Донбасі.
24 лютого 2016 року «Легіон» увійшов до складу ЗСУ. Він інтегрувався у 25-й батальйон «Київська Русь» 54-ї окремої механізованої бригади як 3-тя рота.
16 грудня 2017 року, за даними «Легіону», 54-та бригада провела операцію, під час якої 11 бійців «Легіону» та 25-го батальйону зазнали поранень. Після цього 20 грудня «Легіон» заявив, що «повним складом залишив 54 бригаду через некомпетентність командира Олексія Майстренка». Також «Легіон» повідомив, що командир 54-ї бригади та ще один командир забрали у бійців «Легіону» усі амуніцію та особисті речі, передані волонтерами. 6 січня 2018 року 54-та бригада повідомила, що «окремого підрозділу під назвою „Грузинський легіон“ у складі 54 бригади ніколи не існувало». За словами бригади, десятки громадян інших держав у 2016 році уклали контракт про службу в ЗСУ і служать у складі штатних підрозділів бригади. Лише 1 з цих військовослужбовців звільнився з бригади за сімейними обставинами, 4 — звільнені з військової служби з інших причин, решта продовжують нести службу. Бригада додала, що усе майно, яким волонтери забезпечували добровольців та інших військовослужбовців бригади, належним чином обліковано, перебуває у бригаді та використовується за призначенням.

### Російське широкомасштабне вторгнення
За декілька днів до російського вторгнення, у лютому 2022 року, «Легіон» тренував українських резервістів. Зокрема, Леван Піпія і пів-дюжини інших грузинських інструкторів тренували близько 50 цивільних. За словами Мамулашвілі, «Легіон» налічував 200 чоловік.
За словами Мамуки Мамулашвілі, на початку вторгнення бійці «Легіону» були під Києвом і брали участь у боях за Гостомель. В Україні було чимало бюрократичних перепон для участі іноземців, і оформлення нового іноземця могло займати до 6 місяців. Ці перепони були зняті у 2023 році зі стовренням Інтернаціонального Легіону. Мамулашвілі невдовзі після російського вторгнення повідомляв, що «Грузинський легіон» входив до Головного управління розвідки
У березні 2022 року в телефонній розмові з Politico Мамулашвілі сказав, що «Легіон» нараховує 700 чоловік, а у телефонній розмові з AFP — 500 чоловік.
У квітні 2022 року 42 бійці з «Грузинського легіону» долучилися до 1-ї інтернаціональної роти, що формувалася у 1-й окремій бригаді спецпризначення імені Івана Богуна.
У серпні 2024 року грузинський телеканал «Мтавари» опублікував пост в Instagram, за яким нібито «Грузинський легіон» бере участь в боях в Курській області.

## Втрати
- 2 липня 2015 — Коте Лашхія. Загинув біля Маріуполя внаслідок нещасного випадку.